# Disfunção ocupacional
Disfunção ocupacional é uma condicionante temporária ou permanente de desempenhar papéis, tarefas ou ocupações e de estabelecer/manter os relacionamentos esperados, para a sua idade, sexo e cultura. Estes devem ser permitir realizar as suas atividades da vida diária de forma a manter as rotinas e ter papeis definidos, tendo em conta o seu desempenho ocupacional.
O terapeuta ocupacional é o único profissional de saúde apto a intervir nessa disfunção visando a revertê-la ou, quando necessário, ajudando a pessoa a se adaptar a sua nova situação de vida. Detém competências especificas que lhe permitem analisar a pessoa, o seu desempenho na tarefa e a atividade em causa, nos diversos componentes que a constituem (motores, sensoriais, cognitivos, sociais, ..). Com esta análise pode adaptar  apessoa, o contexto, a atividade ou a tarefa de modo a que a pessoa a consiga realizar de modo satisfatório.